# Lago Chepical
Lago Chepical är en sjö i Chile.   Den ligger i regionen Región de Valparaíso, i den centrala delen av landet, 130 km norr om huvudstaden Santiago de Chile. Lago Chepical ligger 3 043 meter över havet. Arean är 0,56 kvadratkilometer. Den sträcker sig 1,0 kilometer i nord-sydlig riktning, och 0,7 kilometer i öst-västlig riktning.
Trakten runt Lago Chepical är ofruktbar med lite eller ingen växtlighet. Runt Lago Chepical är det glesbefolkat, med 15 invånare per kvadratkilometer.